# Abner Dubic
Abner Dubic (né le 1er novembre 1948) est un peintre haïtien. 

## Biographie
Originaire de Léogane, Dubic déménage à Port-au-Prince dès son plus jeune âge. Il commence à peindre en 1966, encouragé par l'artiste Gabriel Lévêque (1923-2013) de la Croix-des-Bouquets. Quelques années plus tard, il rejoint les ateliers de la Galerie Issa, où il travaillera exclusivement jusqu'au décès de son fondateur, Issa El-Saieh, en 2005.
Autodidacte, il développe son propre style, choisissant de représenter principalement la campagne haïtienne, ses paysages, sa vie rurale et son architecture typique,.
En 1975, sous le patronage d'André Malraux et de Jean-Marie Drot, des expositions des œuvres de Dubic sont organisées à Paris et à  Auxerre. Ses œuvres ont été présentées dans de nombreuses expositions et galeries, principalement dans la Caraïbes, à New York, Boca Raton, Chicago, au Mexique, à Paris ou Strasbourg.